# Laxenecera gymna
Laxenecera gymna là một loài ruồi trong họ Asilidae. Laxenecera gymna được Oldroyd miêu tả năm 1970. Loài này phân bố ở vùng nhiệt đới châu Phi.